# Knooppunt Sint-Annabosch
Het Knooppunt Sint Annabosch is een Nederlands verkeersknooppunt voor de aansluiting van de autosnelwegen A27 en A58, nabij Bavel, Ulvenhout en Breda.
Dit knooppunt is geopend in 1989. Het is een voorbeeld van een trompetknooppunt en heeft enkele krappe boogstralen vanwege de beperkte ruimte door de directe nabijheid van het Annabosch. De benaming "Sint-Annabosch" is afkomstig van een veel gebruikte maar in feite onjuiste benaming van dit bos.
Dit deel van de A58 is - tot aan het verderop gelegen knooppunt Galder - onderwerp van een studie naar verbreding van dit stuk snelweg.  Er staan vrijwel dagelijks files op en nabij dit knooppunt. Onderwerp van studie is ook een aanpassing van het knooppunt waarbij een fly-over gepland is vanaf de A58 uit de richting Rotterdam/Antwerpen naar de A27 in de richting Utrecht. Deze fly-over vervangt de huidige, krap aangelegde en zeer bochtige afslag. 
Tussen beide knooppunten bevindt zich de “troeteleik”, een oude eikenboom in de middenberm nabij afslag Ulvenhout. Deze boom maakte vroeger deel uit van de Annevillelaan in Ulvenhout (en niet van de oprijlaan van het gelijknamige landgoed Anneville zoals vaak wordt beweerd) en bleek bij aanleg van de snelweg exact in de middenberm te staan. De boom werd in 2018 verkozen tot “boom van het jaar”. Vanwege de geplande verbreding is behoud van deze boom onzeker.

## Richtingen knooppunt

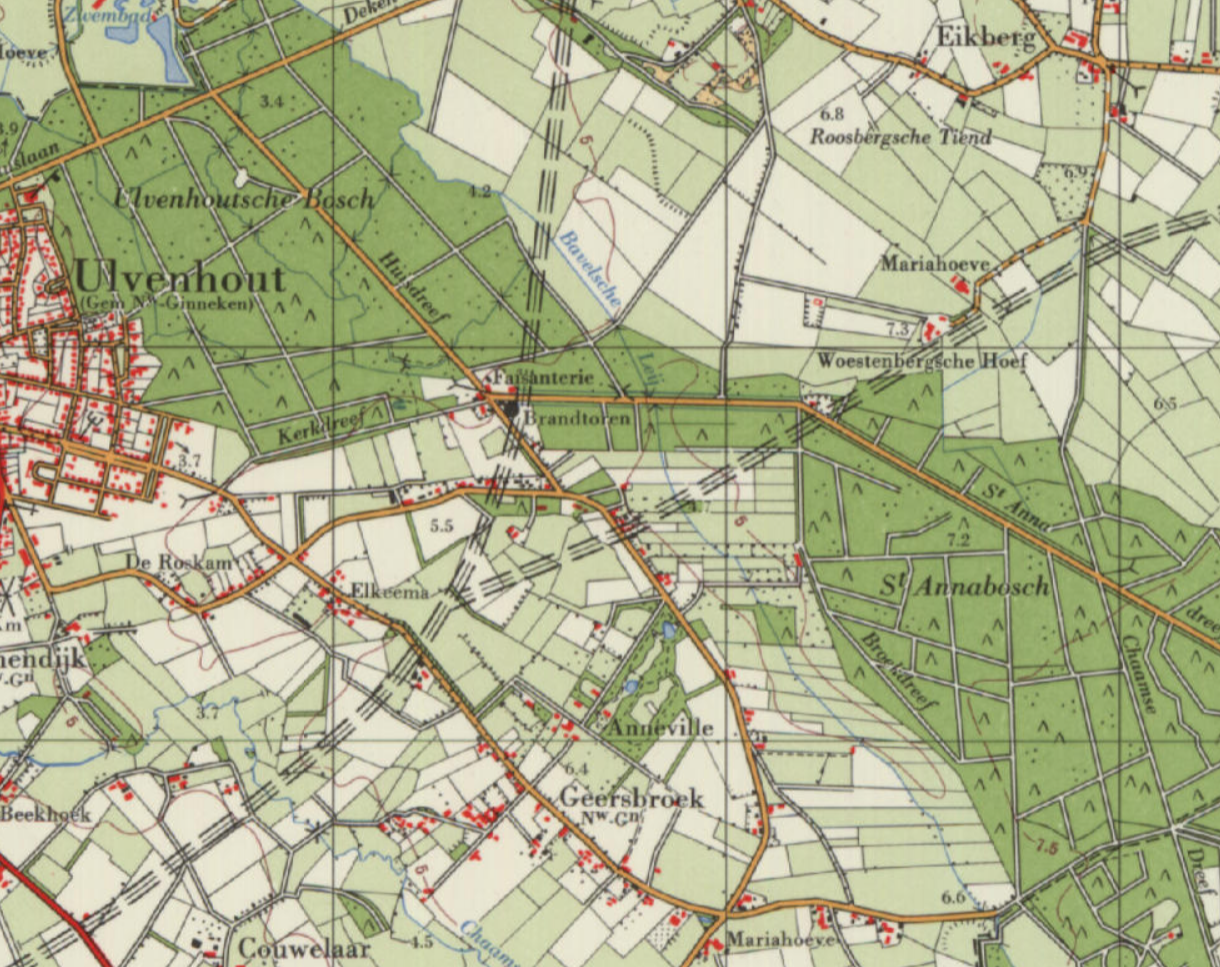
Plannen voor het knooppunt op de topografische kaart van 1967.

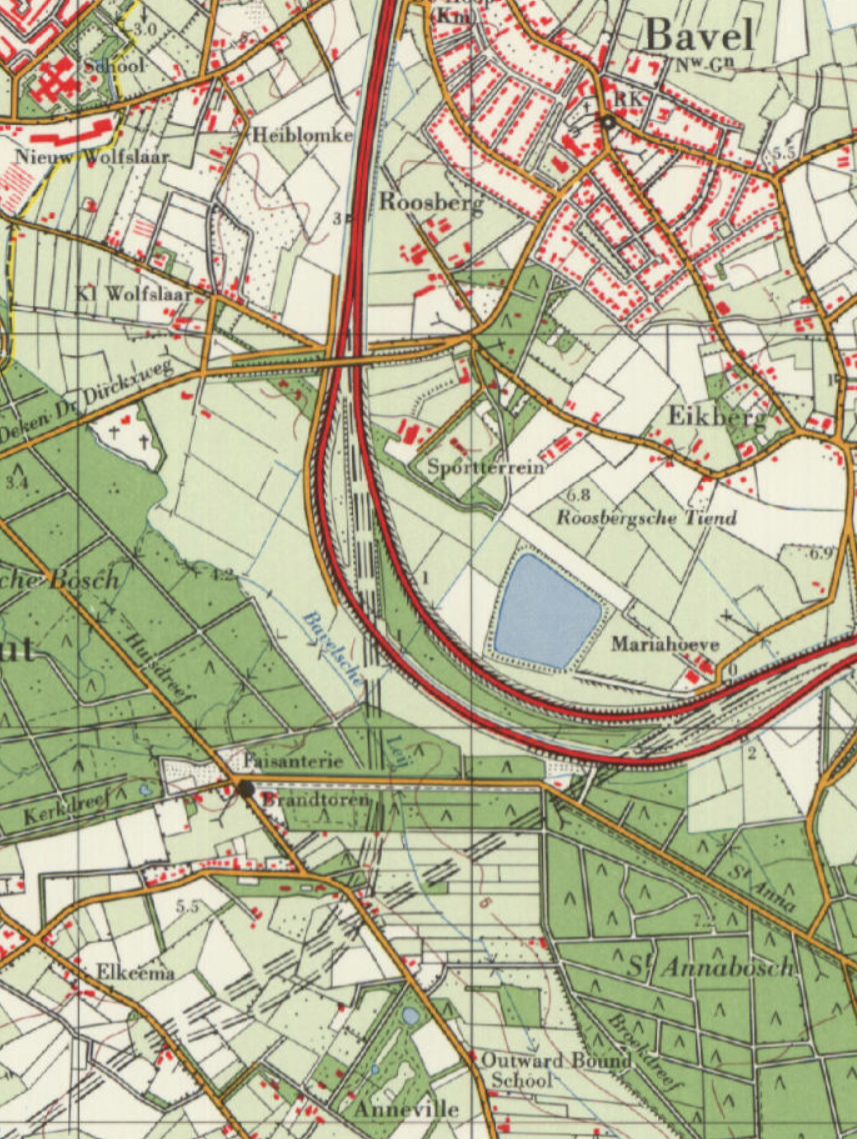
Plannen voor het knooppunt op de topografische kaart van 1980.

| Aansluitende wegen                                                          | Aansluitende wegen           | Aansluitende wegen                             | Aansluitende wegen | Aansluitende wegen |
| --------------------------------------------------------------------------- | ---------------------------- | ---------------------------------------------- | ------------------ | ------------------ |
|                                                                             |                              | richting Breda / Oosterhout / Utrecht / Almere |                    |                    |
|                                                                             |                              |                                                |                    |                    |
|                                                                             | richting Tilburg / Eindhoven |                                                |                    |                    |
|                                                                             |                              |                                                |                    |                    |
| richting Breda-West / Etten-Leur / Bergen op Zoom / Roosendaal / Vlissingen |                              |                                                |                    |                    |

Almere · Amstel · Arnestein · Assen · Azelo · Badhoevedorp · Bankhoef · Batadorp · Beekbergen · Benelux · Beverwijk · Bodegraven ·  Boterdiep ·  Buren · Burgerveen · Coenplein · De Baars · De Hoek · De Hogt · De Nieuwe Meer · De Poel · De Punt · De Stok · Deil · Diemen · Drachten · Drie Klauwen · Eemnes · Ekkersweijer · Emmeloord · Empel · Euvelgunne · Everdingen · Ewijk · Galder · Gooimeer · Gorinchem · Gouwe · Grijsoord · Hattemerbroek · Heerenveen · Hellegatsplein · Het Vonderen · Hintham · Hoevelaken · Hofvliet · Holendrecht · Holsloot · Hoogeveen · Hooipolder · IJmuiden (niet officieel) · Joure · Julianaplein · Kerensheide · Kethelplein · Klaverpolder · Kleinpolderplein · Kooimeer · Kruisdonk · Kunderberg · Lankhorst · Leenderheide · Lunetten · Maanderbroek · Markiezaat · Muiderberg · Neerbosch · Noordhoek · Ommedijk · Oud-Dijk · Oudenrijn · Paalgraven · Princeville · Prins Clausplein · Raasdorp ·  Reitdiep ·  Ressen · Ridderkerk · Rijkevoort · Rijnsweerd · Rottepolderplein · Rozenburg · Sabina · Sint-Annabosch · Stelleplas · Slufter · Ten Esschen · Terbregseplein · Tiglia · Vaanplein · Valburg · Velperbroek · Velsen · Vlaardingen · Vught · Waterberg · Watergraafsmeer · Werpsterhoek · Westerlee · Ypenburg · Zaandam · Zaarderheiken · Zonzeel · Zoomland · Zuidbroek · Zurich

Geplande knooppunten:
De Liemers · Zestienhoven

Voormalige knooppunten:
Bocholtz · Ekkersrijt · Europaplein (Groningen) · Europaplein (Maastricht) · Lindenholt